# Emiliano Díaz
Emiliano Ramón Díaz (Napoli, 22 giugno 1983) è un allenatore di calcio ed ex calciatore argentino, di ruolo centrocampista.

## Biografia
È il primogenito di Ramón Díaz e il fratello maggiore di Michael Díaz, anche loro calciatori.

## Carriera
Nato a Napoli durante il periodo in cui il padre giocava nella squadra partenopea, inizia la propria carriera nel River Plate, come il padre, dove colleziona una presenza in massima serie. Dopo aver giocato in varie squadre argentine approda all'Oxford United nel 2005. Dopo un anno ritorna in Argentina per giocare prima nei Defensores de Belgrano e poi per arrivare con il padre nel San Lorenzo, giocando 9 partite in massima serie ed una nella Copa Sudamericana.
Dopo il ritiro è divenuto allenatore.

## Palmarès

### Club

#### Competizioni nazionali
- Campionato argentino: 2

River Plate: Clausura 2002, Clausura 2003